# 3023 Герд
3023 Герд (3023 Heard) — астероїд головного поясу, відкритий 5 травня 1981 року.
Названо на честь Джона Фредеріка Херда (1907—1976), професора астрономії Університету Торонто та четвертого директора Обсерваторії David Dunlap.
Тіссеранів параметр щодо Юпітера — 3,646.